# Heinrich Schnee (Historiker)
Heinrich Schnee (* 7. Dezember 1895 in Reisen, Kreis Lissa, preußische Provinz Posen; † 11. Januar 1968 in Bonn) war ein deutscher Historiker und Gymnasiallehrer.

## Leben
Der aus einfachen Verhältnissen stammende Schnee studierte Philosophie, Geschichte, Germanistik, Neuere Sprachen, Öffentliches Recht und Staatswissenschaften an der Akademie Posen, dann an den Universitäten Breslau, Münster, Cambridge, Paris und Bonn. Aufgrund einer Lungenerkrankung entging er der Teilnahme am Ersten Weltkrieg (im Zweiten Weltkrieg konnte er Unabkömmlichkeitserklärungen beibringen). 1923 wurde er an der Universität Breslau bei Robert Holtzmann mit einer Dissertation zum Thema Das Verhältnis Schlesiens zum Deutschen Reich 1648–1806 zum Dr. phil. promoviert.
Nach der Staatsprüfung für den Schuldienst war er fast vier Jahrzehnte lang im Schuldienst in Preußen und später in Nordrhein-Westfalen tätig, von 1932 bis 1945 am Schalker Gymnasium in Gelsenkirchen und von 1953 bis 1959 am Max-Planck-Gymnasium in Gelsenkirchen-Buer. Zuletzt war er Oberstudienrat und stellvertretender Schulleiter.
Seit Anfang der 1940er erforschte Schnee die Geschichte der sogenannten jüdischen Hoffaktoren, die er als Wegbereiter der jüdischen Emanzipation charakterisierte bzw. implizit denunzierte. Damit trug er zu dem maßgeblich von Walter Frank über sein Reichsinstitut für Geschichte des Neuen Deutschlands propagierten Zerrbild der verschlagenen jüdischen Geldleiher bei. Aufgrund seiner katholischen Einstellung wurde ihm die erhoffte Zustimmung von nationalsozialistischen Programmatikern im Umkreis Franks jedoch verweigert. Mit seiner Sichtweise der Hofjuden sah sich Schnee naturgemäß in starker Konkurrenz zur jüdischen Historikerin Selma Stern, die noch in den 1930er Jahren eine Edition zur Geschichte der Juden in Preußen in Arbeit genommen hatte und internationalen Anklang fand. Bereits Guido Kisch hat die nationalsozialistische Diktion seiner Arbeiten nachgewiesen. Schnee dagegen beanspruchte ausdrücklich in den 1950er und 1960er Jahren hinsichtlich des von ihm geprägten Bildes der Hofjuden eine Monopolstellung.
Schnee war vielseitig interessiert und engagiert, wobei ihn auch nach 1945 durchgängig seine spezifische deutsch-nationale Prägung leitete. Er befasste sich mit Journalismus und Theater und schrieb Theaterkritiken. Neben seiner Schultätigkeit arbeitete er u. a. als Dozent an der Volkshochschule. 1956 heiratete er. Drei Jahre später ging er in den Ruhestand und zog nach Bonn, wo er sich gegen Lebensende in seinen Hoffnungen auf eine Honorarprofessur an der dortigen Universität enttäuscht zeigte. Über den Status eines forschenden Privatiers war er somit nie hinausgekommen.
Schnee war seit seiner Studentenzeit Mitglied der katholischen Studentenverbindung Unitas-Breslau im Kartellverband katholischer deutscher Studentenvereine (KV).
Schnee war Autor mehrerer Beiträge in der Neuen Deutsche Biographie.

## Schriften (Auswahl)
- Das Verhältnis Schlesiens zum deutschen Reich im Zeitalter Friedrichs des Großen. In: Zeitschrift des Vereins für Geschichte Schlesiens. Band 65, 1931, S. 412–429 (sbc.org.pl [Scan-S. 422 ff.]).
- Rasse und Geschichte. Grundzüge einer rassewertenden Geschichtsbetrachtung von der Urzeit bis zur Gegenwart. Ferd. Kamp, Bochum 1936, DNB 572989369 (unter dem Pseudonym „Winfried Ekkehart“).
- Geschichtsunterricht im völkischen Nationalstaat. Ein Handbuch für Lehrende, 4., umgearb. und erw. Auflage. Kamp, Bochum 1936, DNB 576073202; 1. Auflage: Geschichtsunterricht im völkischen Nationalstaat. Beiträge zur Neugestaltg des Geschichtsunterrichts im nationalsozialistischen Staat unter Berücksichtigung der Ausführungen des Reichsinnenministers Dr. Frick. Verlags- und Lehrmittelanstalt, Bochum 1933, DNB 576073199.
- Bürgermeister Karl Lueger. Leben und Wirken eines großen Deutschen. Schöningh, Paderborn 1936, DNB 576073210 (ND 1960).
- Die britische Völkerfamilie. Vom Imperium zur Völkergemeinschaft. Schöningh, Paderborn 1952, DNB 454420560.
- Die Hoffinanz und der moderne Staat. Geschichte und System der Hoffaktoren an deutschen Fürstenhöfen im Zeitalter des Absolutismus. 5 Bände. Duncker & Humblot, Berlin 1953–67, DNB 458863300.
  - Band 2: Die Institution des Hoffaktorentums in Hannover und Braunschweig, Sachsen und Anhalt, Mecklenburg, Hessen-Kassel und Hanau. 1954